# 密茨凱維奇廣場

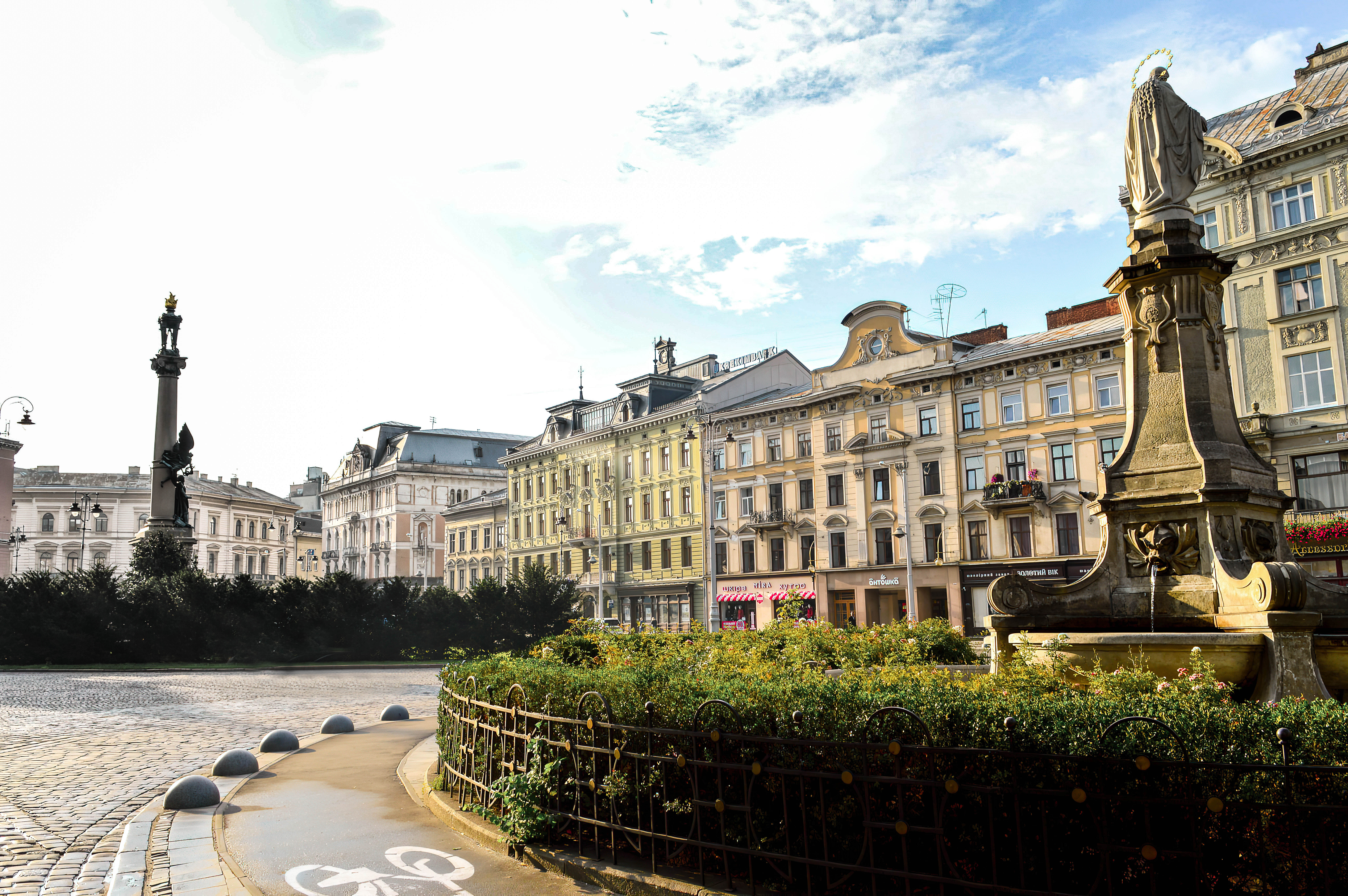
廣場全景

49°50′22″N 24°01′48″E / 49.83944444°N 24.03°E
密茨凱維奇廣場（烏克蘭語：Площа Міцкевича）是烏克蘭西部主要城市利沃夫市中心的一個廣場，位於利沃夫舊城和南中城之間。
廣場在十八世紀後期舊城城牆拆毀後，於十九世紀上半葉建成。1843年起以加利西亞總督，命名為斐迪南廣場（德語：Ferdinandplatz）。1862年年易名為聖母廣場（波蘭語：Plac Mariacki）。1904年又以波蘭詩人亞當·密茨凱維奇為名。蘇聯入侵波蘭，以至二戰後波蘭人被趕出西烏克蘭，廣場的名字都未曾改變過。
广场上的亚当·密茨凯维奇纪念碑，是二战后留在利沃夫的波兰民族纪念碑之一，根据波兰民族解放委员会与乌克兰苏维埃社会主义共和国1945年在利沃夫签署的1944年协议的附加议定书，允许将利沃夫与波兰文化和历史有关的民族纪念碑移交给波兰政府，但亚当·密茨凯维奇纪念碑纪念碑除外，它“非常受欢迎，深受乌克兰民族的喜爱”。